# Tour de Blida 2013
La 1re édition du Tour international de Blida a eu lieu le 21 au 23 mars 2013. La course fait partie du calendrier UCI Africa Tour 2013 en catégorie 2.2.

## Présentation

### Équipes
Classé en catégorie 2.2 de l'UCI Africa Tour, le Tour international de Blida est par conséquent ouvert aux équipes continentales professionnelles, aux équipes continentales, aux équipes nationales, aux équipes régionales et de clubs et aux équipes mixtes d'équipes africaines
Quatorze équipes participent à ce Tour de Blida - quatre équipes continentales, cinq équipes nationales et cinq équipes régionales et de clubs :
| Équipes continentales | Équipes continentales | Équipes continentales |
| Nom de l'équipe       | Pays                  | Code                  |
| --------------------- | --------------------- | --------------------- |
| GS Pétroliers Algérie | Algérie               | GSP                   |
| Vélo Club Sovac       | Algérie               | VCS                   |
| Olympique Tour Aglo3  | Algérie               | OTA                   |
| Christina Watches     | Danemark              | CWO                   |
| SP Tableware          | Grèce                 | SPT                   |
| Konya Torku Şekerspor | Turquie               | TRK                   |
| Rietumu-Delfin        | Lettonie              | RBD                   |

| Équipes nationales          | Équipes nationales | Équipes nationales |
| Nom de l'équipe             | Pays               | Code               |
| --------------------------- | ------------------ | ------------------ |
| Équipe nationale du Maroc   | Maroc              | MAR                |
| Équipe nationale d'Érythrée | Érythrée           | ERI                |
| Équipe nationale de Tunisie | Tunisie            | TUN                |
| Équipe nationale de Libye   | Libye              | LBA                |

| Équipes régionales et de clubs | Équipes régionales et de clubs | Équipes régionales et de clubs |
| Nom de l'équipe                | Pays                           | Code                           |
| ------------------------------ | ------------------------------ | ------------------------------ |
| Bike Aid-Schwalbe Trier        | Allemagne                      | BAS                            |
| Krostitzer Univega             | Allemagne                      | KRU                            |
| Wilton-Care4Bikes-AAdrink CT   | Pays-Bas                       | WCA                            |
| Vélo Sport Hyèrois             | France                         | VSH                            |
| Metaltek Knights of Old Racing | Royaume-Uni                    | MKR                            |
| Greens                         | Malte                          | TGR                            |
| Refero Elite                   | Suède                          | RCT                            |

## Étapes
| Étape     | Date    | Villes étapes  |                   | Distance (km) | Vainqueur d’étape  | Leader du classement général |
| --------- | ------- | -------------- | ----------------- | ------------- | ------------------ | ---------------------------- |
| 1re étape | 21 mars | Blida - Chebli | Étape vallonnée   | 151           | Víctor de la Parte | Víctor de la Parte           |
| 2e étape  | 22 mars | Tipaza - Blida | Étape vallonnée   | 114           | Toms Skujiņš       | Víctor de la Parte           |
| 3e étape  | 23 mars | Chebli - Chrea | Étape de montagne | 99            | Hichem Chaabane    | Hichem Chaabane              |

## Classement des étapes

### 1reétape
| Classement de l'étape | Classement de l'étape | Classement de l'étape | Classement de l'étape | Classement de l'étape |
|                       | Coureur               | Pays                  | Équipe                | Temps                 |
| --------------------- | --------------------- | --------------------- | --------------------- | --------------------- |
| 1er                   | Víctor de la Parte    | Espagne               | SP Tableware          | en 3 h 41 min 23 s    |
| 2e                    | Hichem Chaabane       | Algérie               | Vélo Club Sovac       | m.t                   |
| 3e                    | Constantino Zaballa   | Espagne               | Christina Watches     | + 4 s                 |
| 4e                    | Stefan Schumacher     | Allemagne             | Christina Watches     | + 6 s                 |
| 5e                    | Petrus van Dijk       | Pays-Bas              | SP Tableware          | + 2 min 11 s          |
| 6e                    | Azzedine Lagab        | Algérie               | GS Pétroliers         | + 3 min 1 s           |
| 7e                    | Rafaâ Chtioui         | Tunisie               | Équipe de Tunisie     | + 3 min 7 s           |
| 8e                    | Aron Debretsion       | Érythrée              | Équipe d'Eritrea      | + 3 min 28 s          |
| 9e                    | Abdelmalek Madani     | Algérie               | GS Pétroliers         | + 6 min 28 s          |
| 10e                   | Geórgios Boúglas      | Grèce                 | SP Tableware          | + 8 min 2 s           |
| modifier              |                       |                       |                       |                       |

| Classement général | Classement général  | Classement général | Classement général | Classement général |
|                    | Coureur             | Pays               | Équipe             | Temps              |
| ------------------ | ------------------- | ------------------ | ------------------ | ------------------ |
| 1er                | Víctor de la Parte  | Espagne            | SP Tableware       | en 3 h 41 min 23 s |
| 2e                 | Hichem Chaabane     | Algérie            | Vélo Club Sovac    | m.t                |
| 3e                 | Constantino Zaballa | Espagne            | Christina Watches  | + 4 s              |
| 4e                 | Stefan Schumacher   | Allemagne          | Christina Watches  | + 6 s              |
| 5e                 | Petrus van Dijk     | Pays-Bas           | SP Tableware       | + 2 min 11 s       |
| 6e                 | Azzedine Lagab      | Algérie            | GS Pétroliers      | + 3 min 1 s        |
| 7e                 | Rafaâ Chtioui       | Tunisie            | Équipe de Tunisie  | + 3 min 7 s        |
| 8e                 | Aron Debretsion     | Érythrée           | Équipe d'Eritrea   | + 3 min 28 s       |
| 9e                 | Abdelmalek Madani   | Algérie            | GS Pétroliers      | + 6 min 28 s       |
| 10e                | Geórgios Boúglas    | Grèce              | SP Tableware       | + 8 min 2 s        |
| modifier           |                     |                    |                    |                    |

### 2eétape
| Classement de l'étape | Classement de l'étape | Classement de l'étape | Classement de l'étape | Classement de l'étape |
|                       | Coureur               | Pays                  | Équipe                | Temps                 |
| --------------------- | --------------------- | --------------------- | --------------------- | --------------------- |
| 1er                   | Toms Skujiņš          | Lettonie              | Rietumu-Delfin        | en 2 h 54 min 40 s    |
| 2e                    | Reda Aadel            | Maroc                 | Équipe du Maroc       | m.t                   |
| 3e                    | Abderrahmane Hamza    | Algérie               | Vélo Club Sovac       | + 19 s                |
| 4e                    | Hassen Ben Nasser     | Tunisie               | Équipe de Tunisie     | + 46 s                |
| 5e                    | Vasílios Simantirákis | Grèce                 | SP Tableware          | + 52 s                |
| 6e                    | Abdelmalek Madani     | Algérie               | GS Pétroliers         | + 53 s                |
| 7e                    | Akkouche Said Ali     | Tunisie               | Équipe de Tunisie     | + 1 min 24 s          |
| 8e                    | Geórgios Boúglas      | Grèce                 | SP Tableware          | m.t                   |
| 9e                    | Joaquín Sobrino       | Espagne               | SP Tableware          | m.t                   |
| 10e                   | Dale Appleby          | Royaume-Uni           | Metaltek Knights      | m.t                   |
| modifier              |                       |                       |                       |                       |

| Classement général | Classement général  | Classement général | Classement général | Classement général |
|                    | Coureur             | Pays               | Équipe             | Temps              |
| ------------------ | ------------------- | ------------------ | ------------------ | ------------------ |
| 1er                | Víctor de la Parte  | Espagne            | SP Tableware       | en 6 h 37 min 28 s |
| 2e                 | Hichem Chaabane     | Algérie            | Vélo Club Sovac    | m.t                |
| 3e                 | Constantino Zaballa | Espagne            | Christina Watches  | + 4 s              |
| 4e                 | Stefan Schumacher   | Allemagne          | Christina Watches  | + 6 s              |
| 5e                 | Petrus van Dijk     | Pays-Bas           | SP Tableware       | + 2 min 11 s       |
| 6e                 | Azzedine Lagab      | Algérie            | GS Pétroliers      | + 3 min 1 s        |
| 7e                 | Aron Debretsion     | Érythrée           | Équipe d'Eritrea   | + 3 min 38 s       |
| 8e                 | Rafaâ Chtioui       | Tunisie            | Équipe de Tunisie  | m.t                |
| 9e                 | Abdelmalek Madani   | Algérie            | GS Pétroliers      | + 5 min 57 s       |
| 10e                | Geórgios Boúglas    | Grèce              | SP Tableware       | + 8 min 2 s        |
| modifier           |                     |                    |                    |                    |

### 3eétape
| Classement de l'étape | Classement de l'étape | Classement de l'étape | Classement de l'étape | Classement de l'étape |
|                       | Coureur               | Pays                  | Équipe                | Temps                 |
| --------------------- | --------------------- | --------------------- | --------------------- | --------------------- |
| 1er                   | Hichem Chaabane       | Algérie               | Vélo Club Sovac       | en 2 h 46 min 13 s    |
| 2e                    | Víctor de la Parte    | Espagne               | SP Tableware          | + 31 s                |
| 3e                    | Constantino Zaballa   | Espagne               | Christina Watches     | + 1 min 41 s          |
| 4e                    | Stefan Schumacher     | Allemagne             | Christina Watches     | + 1 min 47 s          |
| 5e                    | Petrus van Dijk       | Pays-Bas              | SP Tableware          | + 2 min 55 s          |
| 6e                    | Aron Debretsion       | Érythrée              | Équipe d'Eritrea      | + 3 min 36 s          |
| 7e                    | Toms Skujiņš          | Lettonie              | Rietumu-Delfin        | + 4 min 10 s          |
| 8e                    | David de la Fuente    | Espagne               | Konya Torku Şekerspor | + 5 min 17 s          |
| 9e                    | Daniel Teklay         | Érythrée              | Équipe d'Eritrea      | + 5 min 40 s          |
| 10e                   | Dale Appleby          | Royaume-Uni           | Metaltek Knights      | m.t                   |
| modifier              |                       |                       |                       |                       |

### Classements finals
| Classement général | Classement général  | Classement général | Classement général | Classement général |
|                    | Coureur             | Pays               | Équipe             | Temps              |
| ------------------ | ------------------- | ------------------ | ------------------ | ------------------ |
| 1er                | Hichem Chaabane     | Algérie            | Vélo Club Sovac    | en 9 h 23 min 41 s |
| 2e                 | Víctor de la Parte  | Espagne            | SP Tableware       | + 31 s             |
| 3e                 | Constantino Zaballa | Espagne            | Christina Watches  | + 1 min 45 s       |
| 4e                 | Stefan Schumacher   | Allemagne          | Christina Watches  | + 1 min 53 s       |
| 5e                 | Petrus van Dijk     | Pays-Bas           | SP Tableware       | + 5 min 6 s        |
| 6e                 | Aron Debretsion     | Érythrée           | Équipe d'Eritrea   | + 7 min 14 s       |
| 7e                 | Azzedine Lagab      | Algérie            | GS Pétroliers      | + 9 min 35 s       |
| 8e                 | Abdelmalek Madani   | Algérie            | GS Pétroliers      | + 12 min 53 s      |
| 9e                 | Daniel Teklay       | Érythrée           | Équipe d'Eritrea   | + 13 min 42 s      |
| 10e                | Kindishih Debesay   | Érythrée           | Équipe d'Eritrea   | + 13 min 52 s      |
| modifier           |                     |                    |                    |                    |

### UCI Africa Tour
Ce Tour international de Blida attribue des points pour l'UCI Africa Tour 2013, par équipes seulement aux coureurs des équipes continentales professionnelles et continentales, individuellement à tous les coureurs sauf ceux faisant partie d'une équipe ayant un label WorldTeam.
| Position           | 1er | 2e | 3e | 4e | 5e | 6e | 7e | 8e |
| Classement général | 40  | 30 | 16 | 12 | 10 | 8  | 6  | 3  |
| Par étape          | 8   | 5  | 2  |    |    |    |    |    |
| Leader, par étape  | 4   |    |    |    |    |    |    |    |